# Don Bosco (Brescia)
Don Bosco è un quartiere di Brescia.

## Geografia fisica
Il territorio del quartiere è sostanzialmente pianeggiante. A nord, confina con la ferrovia Milano-Venezia e la stazione; a ovest, è delimitato da via Dalmazia; a sud, da un tratto di via Corsica e da via Alessandro Lamarmora, fino all'incrocio con via Cipro; a est, da via Cipro, via Corfù, via Creta e parte del cavalcavia Kennedy.

## Origine del nome
Il toponimo del quartiere deriva dalla presenza dall'istituto salesiano dedicato a San Giovanni Bosco, attivo dal 1927. In precedenza, la zona era identificata come Bottonaga: il termine è attestato già in un atto notarile del 16 febbraio 1131 (Butenaga), in un testo del 1383 è riportato come Botenaghe e nel 1610 Buttoniga. Un tempo indicava tutta l'area rurale comprendente anche il vicino quartiere di Chiesanuova, caratterizzata da orti e ville padronali. All'inizio del Novecento, la cooperativa edile ferrovieri costruì villette e case presso le attuali via Toscana e via Lombardia e il toponimo si restrinse a identificare quella specifica zona che poi fu ufficialmente battezzata Don Bosco.
Si riporta anche un altro etimo del toponimo: il termine Bottonaga deriverebbe da un opificio dedicato alla fabbricazione di bottoni.

## Storia
In parallelo allo sviluppo urbanistico residenziale, nel primo dopoguerra il quartiere Bottonaga vide sorgere i magazzini generali "Borghetto" e la ditta «Federico Masini» specializzata in appalti ferroviari. Nel 1932, il quartiere fu sede della prima sperimentazione di servizio autobus a Brescia: un'autolinea lo collegava a Sant'Eustacchio. Negli anni trenta, l'area residenziale si espanse verso le attuali via Marche, via Lazio e via Sicilia. Nel 1952, la popolazione ammontava a 3 184 abitanti. Nella seconda metà degli anni cinquanta fu aperta l'autolinea fra il quartiere Primo Maggio, Don Bosco e la stazione.
La mancanza di strutture sociali e di servizi favorì la costituzione di un comitato, sulla falsariga di quanto stava accadendo in altri quartieri della città: è attestato il suo funzionamento alla fine del 1970. Nel luglio 1972, il consiglio cittadino votò l'istituzione dei consigli di quartiere e suddivise il territorio comunale in trenta aree. Il consiglio del quartiere Don Bosco fu eletto il 16 giugno 1974.
Nel 1977, la giunta Trebeschi recepì le disposizioni previste dalla legge 278/1976 e istituì nove circoscrizioni che accorparono i trenta quartieri. Il quartiere Don Bosco costituì la Sesta  circoscrizione assieme a Folzano e a Lamarmora.
Nel 2007, la giunta Corsini ridusse il numero delle circoscrizioni portandole da nove a cinque: tutta la Sesta circoscrizione fu aggregata alla Quinta e al quartiere di Porta Cremona-Volta per costituire la nuova circoscrizione Sud.
Nel 2014, a seguito dell'abolizione delle circoscrizioni per i nuovi limiti imposti dalla legge 191/2009, la giunta Del Bono decise di ricostituire gli organi consultivi di rappresentanza dei quartieri. Le prime elezioni dei nuovi consigli di quartiere si tennero in tutta la città il 14 ottobre.
Nel corso degli anni Dieci, le giunte Paroli e Del Bono hanno riqualificato l'area dei magazzini Borghetto, a sud del quartiere e abbandonata dagli anni Novanta, che ha portato alla realizzazione di un parco, dedicato all'onorevole Guido Alberini. Il 20 novembre 2021, il comune di Brescia ha deciso di dedicare una strada del quartiere, prosecuzione di via Piemonte, all'originario nome di Bottonaga.

## Monumenti e luoghi d'interesse

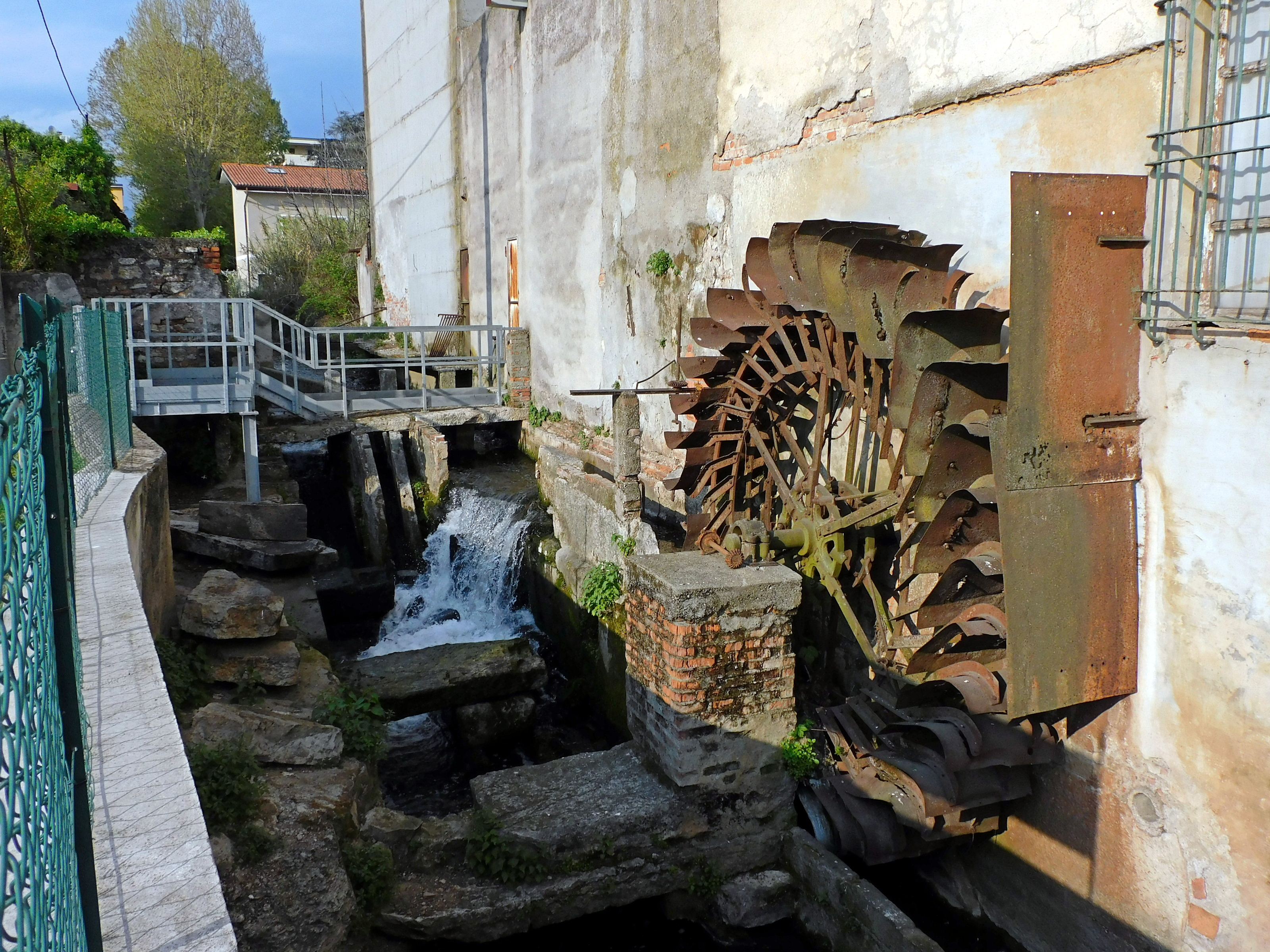
La ruota del mulino della cascina Braga

- Chiesa di San Giovanni Bosco, dedicata a San Paolo apostolo e costruita nel 1937
- Mulino della cascina Braga, posto sul fiume Grande Superiore, ha funzionato fino agli anni Settanta. Nell'autunno 2021 è stato recuperato grazie a una collaborazione fra le associazioni «Brescia Underground» e «Amici di Bottonaga»[16]
- Parco Pescheto
- Parco Gallo
- Parco Guido Alberini
- MITA - Museo Internazionale del Tappeto Antico[17]

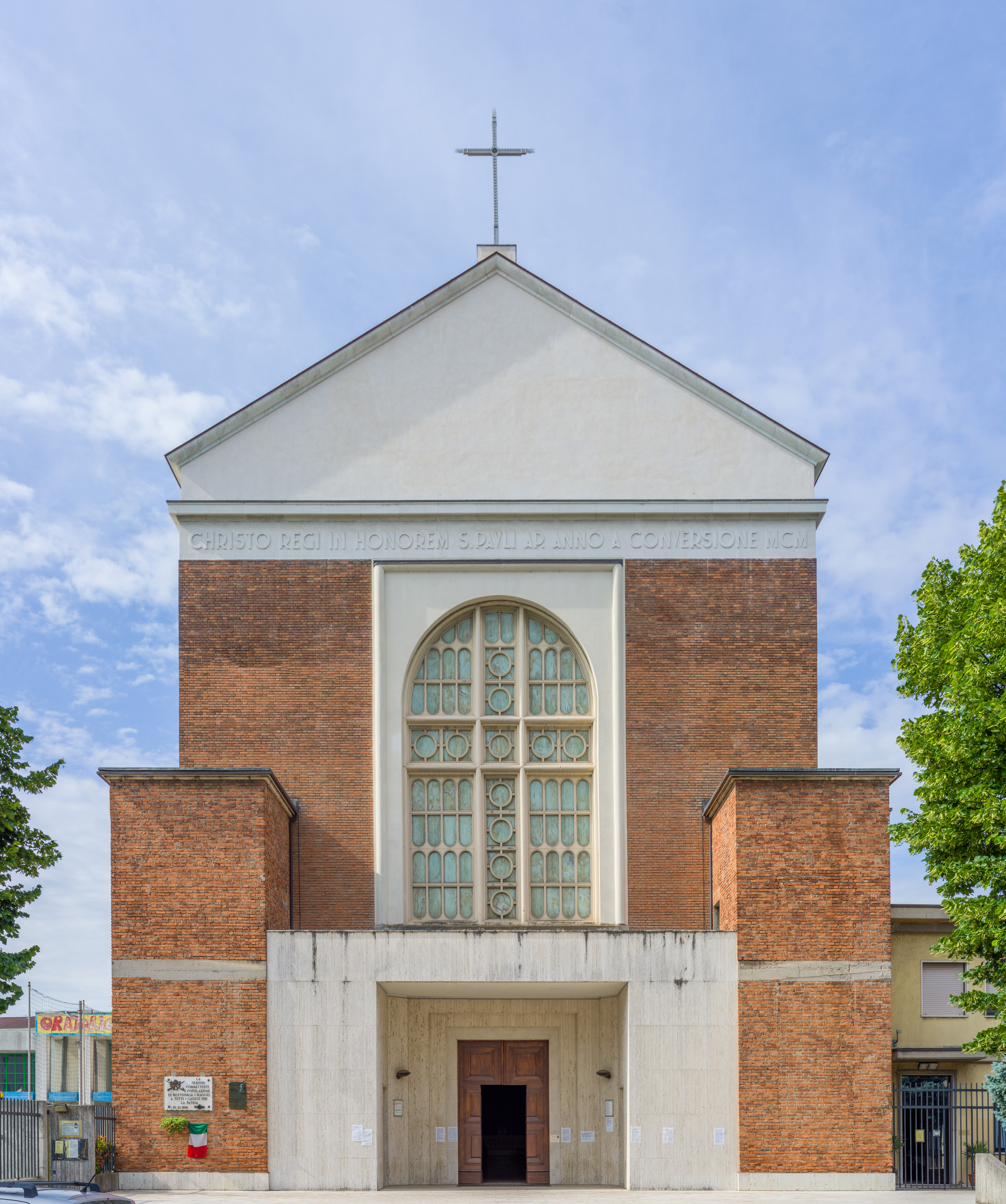
La chiesa di san Giovanni Bosco

## Società

### Religione
Il quartiere appartiene alla chiesa parrocchiale di San Giovanni Bosco della diocesi cattolica di Brescia. Sempre nel quartiere sorge la Chiesa di Santa Maria in Silva.

### Istituzioni, enti e associazioni
- Gruppo Alpini di Bottonaga è l'associazione locale degli alpini[19]
- Amici di Bottonaga, associazione culturale e caritatevole del quartiere
- Amici della Montagna[20]
- Gruppo Scout AGESCI Brescia 14

## Cultura
Nel quartiere sono presenti la scuola secondaria di primo grado "Mario Bettinzoli", l'istituto tecnico superiore statale "Camillo Golgi" e l'Istituto Salesiano "Don Bosco".
Dal 14 ottobre 2023 è aperto il "MITA - Museo Internazionale del Tappeto Antico" che ospita la collezione di tappeti della Fondazione Tassara.

## Infrastrutture e trasporti
Il quartiere è attraversato da tre autolinee di trasporto urbano: la 13 (Gussago - Poliambulanza), la 15 (Mompiano-Noce) e la 17 (Costalunga-Castel Mella). La linea 4 (Stazione-Bresciadue Metro-Folzano) effettua servizio nel quartiere solo nelle ore di punta, giungendo fino alla stazione ferroviaria.